# Fóvea

Diagrama esquemático do olho humano.

A fóvea ou mancha amarela é a região central da retina do olho humano onde se concentram os cones e onde se forma a imagem que será transmitida ao cérebro. Há duas regiões especiais na retina: a fovea centralis (ou fóvea ou mancha amarela) e o ponto cego. A fóvea está no eixo óptico do olho, em que se projeta a imagem do objeto focalizado, e a imagem que nela se forma tem grande nitidez. É a região da retina mais altamente especializada para a visão de alta resolução. A fóvea contém apenas cones e permite que a luz atinja os fotorreceptores sem passar pelas demais camadas da retina, maximizando a acuidade visual – que é a capacidade do olho de distinguir entre dois pontos próximos.